# Cứu trợ xã hội
Cứu trợ xã hội là một loại hình quan trọng trong lĩnh vực an sinh xã hội. Theo nghĩa thông thường, cứu trợ xã hội được hiểu là chế độ đảm bảo xã hội đối với các thành viên trong cộng đồng nhằm giúp họ khắc phục những khó khăn trước mắt cũng như lâu dài trong đời sống. Việc đảm bảo này thông qua các hoạt động cung cấp tài chính, tiền bạc, vật phẩm, các điều kiện vật chất khác trong một thời hạn hoặc trong suốt quá trình sống (suốt cuộc đời) của đối tượng.
Đối tượng của cứu trợ xã hội có thể là gia đình, có thể là cá nhân. Có những trường hợp cứu trợ xã hội được áp dụng để giải quyết khó khăn cho cả vùng gặp nạn hoặc cả một địa phương.
Cứu trợ xã hội được coi như là "lưới đỡ cuối cùng" trong hệ thống các lưới đỡ an sinh xã hội. Vì vậy nó được coi là chế độ đảm bảo cộng đồng mang tính nhân đạo, nhân văn rất cao, thể hiện tình người rõ rệt.
Tuy nhiên, hoạt động cứu trợ xã hội không chỉ là của cá nhân, tổ chức bất kỳ trong xã hội mà trách nhiệm chính là của nhà nước. Nhà nước có trách nhiệm cao nhất trong việc tổ chức các hoạt động cứu trợ xã hội, với tư cách là đại diện của xã hội. Các chính sách, pháp luật về cứu trợ xã hội do nhà nước ban hành, xây dựng là cơ sở quan trọng để các tổ chức, cơ quan, cá nhân tiến hành các hoạt động cứu trợ xã hội, đồng thời là tiêu chuẩn đảm bảo sự công bằng, minh bạch, đúng đắn và tính hợp pháp của cứu trợ xã hội.